# (270601) Frauenstein
(270601) Frauenstein est un astéroïde de la ceinture principale.

## Description
(270601) Frauenstein est un astéroïde de la ceinture principale. Il fut découvert le 14 juillet 2002 à l'observatoire Palomar par Maik Meyer. Il présente une orbite caractérisée par un demi-grand axe de 2,85 UA, une excentricité de 0,20 et une inclinaison de 3,6° par rapport à l'écliptique.

## Compléments